# 21503 Beksha
21503 Beksha este un asteroid din centura principală de asteroizi.

## Descriere
21503 Beksha este un asteroid din centura principală de asteroizi. A fost descoperit pe 22 mai 1998 la Socorro, New Mexico, în cadrul proiectului LINEAR. Asteroidul prezintă o orbită caracterizată de o semiaxă mare de 2,53 ua, o excentricitate de 0,11 și o înclinație de 5,3° în raport cu ecliptica.